# Aeroportul Wekweètì
Aeroportul Wekweètì (IATA: YFJ, ICAO: CYWE) este un aeroport din Teritoriile de Nord-Vest, Canada ce deservește zona Wekweètì⁠(d).
Situat la o altitudine de 368 m, aeroportul dispune de 1 pistă.

## Infrastructură

### Piste
Aeroportul dispune de o singură pistă. Pista 13/31 are suprafața de pietriș și dimensiunile 914 m × 12 m. 